# Jump (cântec de Girls Aloud)
Jump este al patrulea single lansat de grupul britanic Girls Aloud. Piesa este un cover, primul de altfel lansat de grup, și a fost lansat pe data de 17 noiembrie 2003. Piesa a fost lansată ca primul single de pe relansarea Sound Of The Underground și a fost inlcus și pe albumul What Will The Neighbours Say?. Cântecul a apărut și pe coloana sonoră a filumului Love Actually.

## Track listing-ul și formate
| #                           | Titul                       | Durata |
| --------------------------- | --------------------------- | ------ |
| CD1: Polydor / 9814103 (UK) |                             |        |
| 1.                          | "Jump"                      | 3:39   |
| 2.                          | "Girls Allowed"             | 3:26   |
| 3.                          | "Grease"                    | 3:25   |
| CD2: Polydor / 9814104 (UK) |                             |        |
| 1.                          | "Jump"                      | 3:39   |
| 2.                          | "Love Bomb"                 | 2:52   |
| 3.                          | "Jump" [Almighty Vocal Mix] | 7:34   |

## Versiuni și alte apariții
"Jump"
| Versiunea             | Apariția |
| --------------------- | --- |
| Versiunea de pe album | "Jump" single, Sound of the Underground [re-issue], What Will the Neighbours Say?, The Sound of Girls Aloud, Love Actually - OST |
| Almighty Vocal Mix    | "Jump" single, Mixed Up |
| Flip 'n' Fill Remix   | "The Show" single |
| Video                 | Girls on Film [DVD], Style [DVD]                                                                                                 |
| Almighty Remix        | "Long Hot Summer" single |

"Girls Allowed"
| Versiunea             | Apariția                                |
| --------------------- | --------------------------------------- |
| Versiunea de pe album | "Jump" single, Sound of the Underground |
| Almighty Vocal Mix    | "Jump" single                           |

## Prezența în clasamente
Single-ul a debutat pe cloul #2 în Marea Britanie, având vânări de peste 58,000 în prima săptămână. Single-ul s-a vândut în aproape 200,000 de unități în Marea Britanie.

## Clasamente
| Clasament (2003)          | Poziția maximă |
| ------------------------- | -------------- |
| UK Singles Chart          | 2              |
| Irish Singles Chart       | 2 (3)          |
| Greece Singles Chart      | 2              |
| Belgium Singles Chart     | 6              |
| Netherlands Top 40        | 8              |
| Swedish Singles Chart     | 9              |
| New Zealand Singles Chart | 13             |
| Australia Singles Chart   | 23             |
| Swiss Single Chart        | 58             |
| Romanian Singles Chart    | 97             |

1. 1 2 3 4 5 6  ISWC-Net, accesat în 15 iulie 2021